# Ivry-la-Bataille
Pour les articles homonymes, voir Ivry et Bataille (homonymie).
Ivry-la-Bataille est une commune française située dans le département de l'Eure en région Normandie.
Ses habitants sont les Ivryen(ne)s.

## Géographie

### Localisation

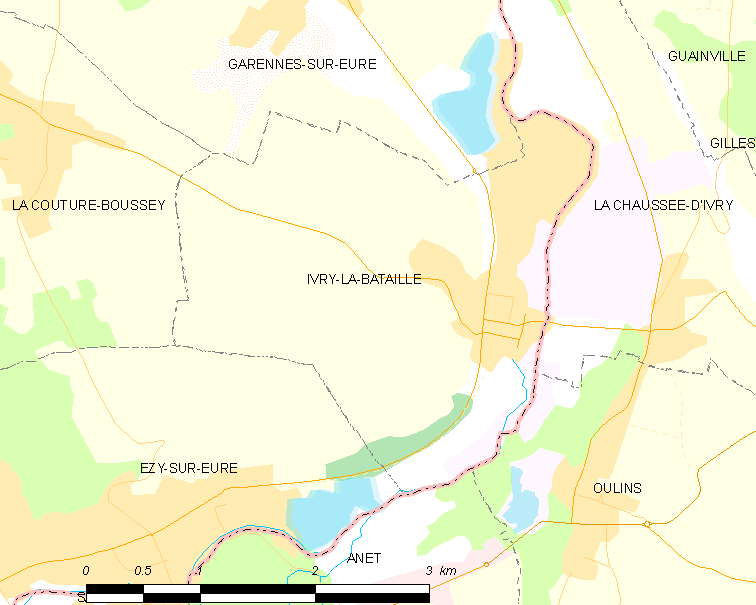
Carte d'Ivry-la-Bataille et des communes limitrophes.

|                    | Garennes-sur-Eure   | La Chaussée-d'Ivry (Eure-et-Loir) |
| La Couture-Boussey | Ivry-la-Bataille    | La Chaussée-d'Ivry (Eure-et-Loir) |
| Ézy-sur-Eure       | Anet (Eure-et-Loir) | Oulins (Eure-et-Loir)             |

### Hydrographie
La commune est située dans le bassin Seine-Normandie. Elle est drainée par l'Eure, un bras de l'Eure, le cours d'eau 01 de la commune d'Ivry-la-Bataille, l'Eure et divers autres petits cours d'eau,.
L'Eure, un canal, chenal et cours d'eau naturel non navigable d'une longueur de 229 km, prend sa source dans la commune de Longny les Villages et se jette  dans la Seine à Saint-Pierre-lès-Elbeuf, après avoir traversé 91 communes.

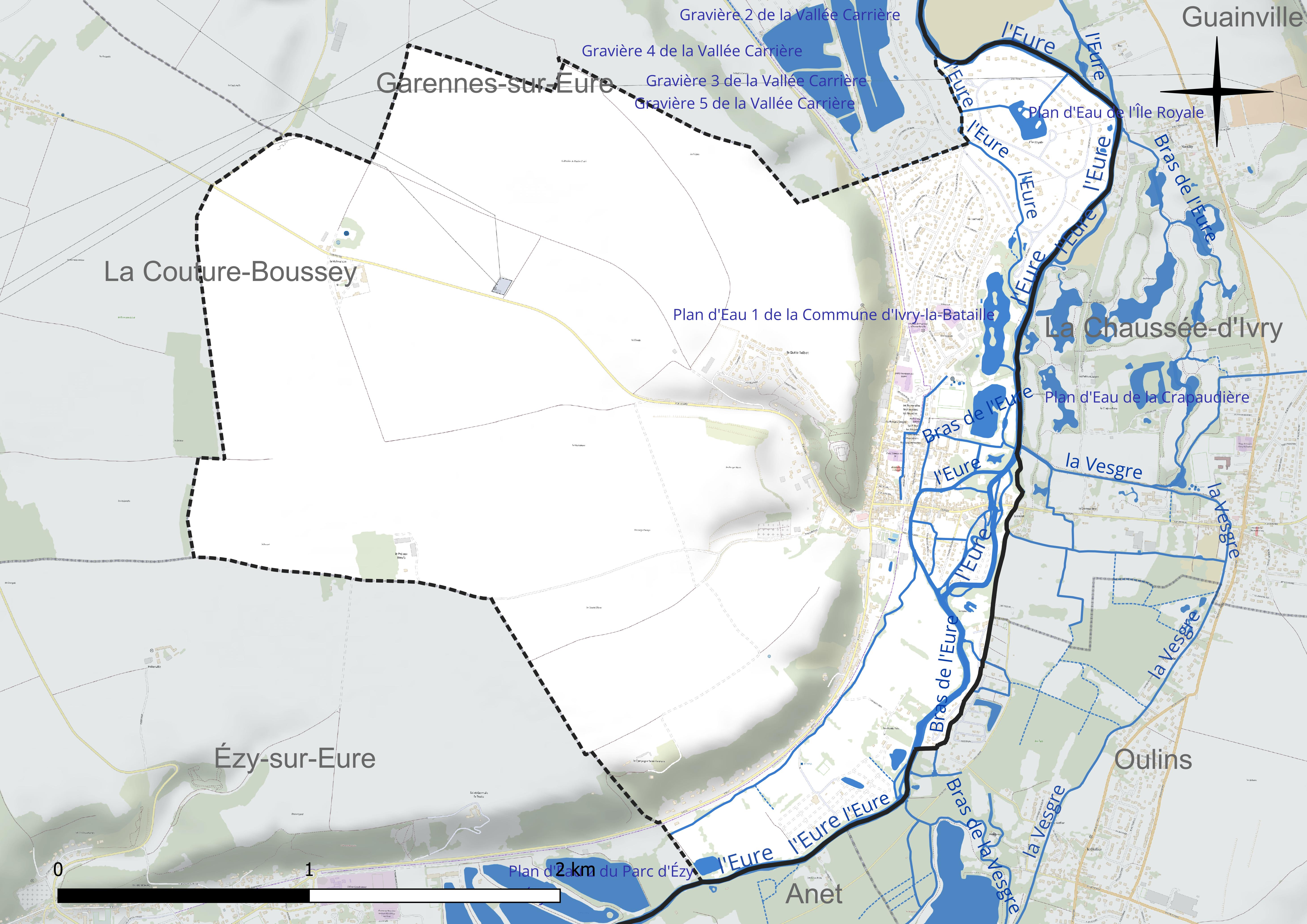
Réseau hydrographique d'Ivry-la-Bataille.

Trois plans d'eau complètent le réseau hydrographique : le plan d'eau 1 de la commune d'Ivry-la-Bataille (2,9 ha), le plan d'eau 2 de la commune d'Ivry-la-Bataille (2,1 ha) et le plan d'eau de l'Île Royale (1,2 ha),.

### Climat
Pour des articles plus généraux, voir Climat de la Normandie et Climat de l'Eure.
En 2010, le climat de la commune est de type climat océanique dégradé des plaines du Centre et du Nord, selon une étude du CNRS s'appuyant sur une série de données couvrant la période 1971-2000. En 2020, Météo-France publie une typologie des climats de la France métropolitaine dans laquelle la commune est exposée à un climat océanique et est dans la région climatique  Sud-ouest du bassin Parisien, caractérisée par une faible pluviométrie, notamment au printemps (120 à 150 mm) et un hiver froid (3,5 °C). Parallèlement le GIEC normand, un groupe régional d’experts sur le climat, différencie quant à lui, dans une étude de 2020, trois grands types de climats pour la région Normandie, nuancés à une échelle plus fine par les facteurs géographiques locaux. La commune est, selon ce zonage, exposée à un « climat des plateaux abrités », correspondant aux plaines agricoles de l’Eure, avec une pluviométrie beaucoup plus faible que dans la plaine de Caen en raison du double effet d’abri provoqué par les collines du Bocage normand et par celles qui s’étendent sur un axe du Pays d'Auge au Perche.
Pour la période 1971-2000, la température annuelle moyenne est de 10,9 °C, avec une amplitude thermique annuelle de 14,6 °C. Le cumul annuel moyen de précipitations est de 653 mm, avec 11 jours de précipitations en janvier et 8 jours en juillet. Pour la période 1991-2020, la température moyenne annuelle observée sur la station météorologique la plus proche, située sur la commune de Bû à 10 km à vol d'oiseau, est de 11,4 °C et le cumul annuel moyen de précipitations est de 633,2 mm,. Pour l'avenir, les paramètres climatiques de la commune estimés pour 2050 selon différents scénarios d’émission de gaz à effet de serre sont consultables sur un site dédié publié par Météo-France en novembre 2022.

## Urbanisme

### Typologie
Au 1er janvier 2024, Ivry-la-Bataille est catégorisée bourg rural, selon la nouvelle grille communale de densité à 7 niveaux définie par l'Insee en 2022. Elle appartient à l'unité urbaine d'Ivry-la-Bataille, une agglomération inter-régionale dont elle est ville-centre,. Par ailleurs la commune fait partie de l'aire d'attraction de Paris, dont elle est une commune de la couronne,.

### Occupation des sols
L'occupation des sols de la commune, telle qu'elle ressort de la base de données européenne d’occupation biophysique des sols Corine Land Cover (CLC), est marquée par l'importance des territoires agricoles (73,3 % en 2018), en diminution par rapport à 1990 (74,2 %). La répartition détaillée en 2018 est la suivante : terres arables (66,4 %), zones urbanisées (18,8 %), prairies (6,9 %), espaces verts artificialisés, non agricoles (5,5 %), forêts (2,4 %). L'évolution de l’occupation des sols de la commune et de ses infrastructures peut être observée sur les différentes représentations cartographiques du territoire : la carte de Cassini (XVIIIe siècle), la carte d'état-major (1820-1866) et les cartes ou photos aériennes de l'IGN pour la période actuelle (1950 à aujourd'hui).

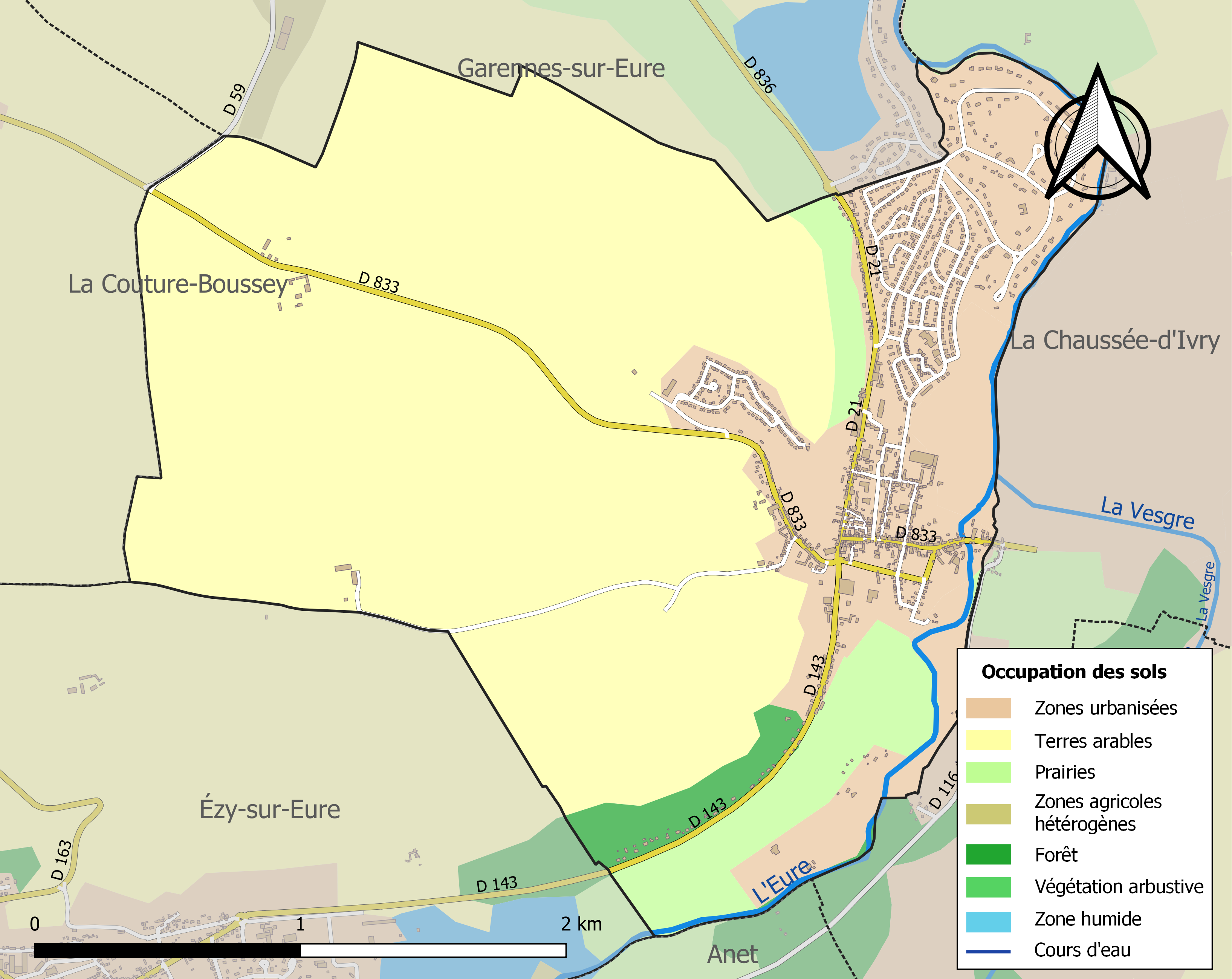
Carte des infrastructures et de l'occupation des sols de la commune en 2018 (CLC).

## Toponymie
Le nom de la localité est attesté sous la forme Ebriaco en 1023 ; Ibriacum au XIe siècle ; Castrum Ebrense, Ibreicense ou Ivreicense en 1085 (Neustria pia) ; Ivriacum en 1118 (Suger, Vie de Louis le Gros) ; Castrum Ibreiense vers 1164 (charte de Henri II) ; Ivreium en 1193 (L. Dubois) ; Ivri en  1214 (feoda Normanniæ) ; Yvrie et Ybriacus vers 1250 (charte de la Noë) ; Ybreium en 1254 (reg. visit.) ; Yvre en 1270 (cart. du chap. d’Évreux) ; Ivry la Chaussée en 1588 (compte de 1454) ; Ibreium en 1557 (Robert Cœnalis) ; Ivrey en 1611 (Desrues, Singularitez de plus célèbres villes) ; Yvri en 1722 (Piganiol de la Force) ; Ivry en 1740 (sent. de la vic. de l’Eau) ; Ibroeya en 1779 (D. Bourget) ; Yvry en 1791 (Précis de la nouvelle Géographie de la France).
Dans le nom d'Ivry-la-Bataille, « Ivry » vient du gaulois Eburiacum « lieu des ifs » comme Ivry-sur-Seine ; le suffixe « la-Bataille » fait allusion à une victoire, la bataille d'Ivry, remportée par Henri IV en 1590.
Au cours de la Révolution française, la commune porta provisoirement le nom d'Ivry-la-Hauteur.

## Histoire

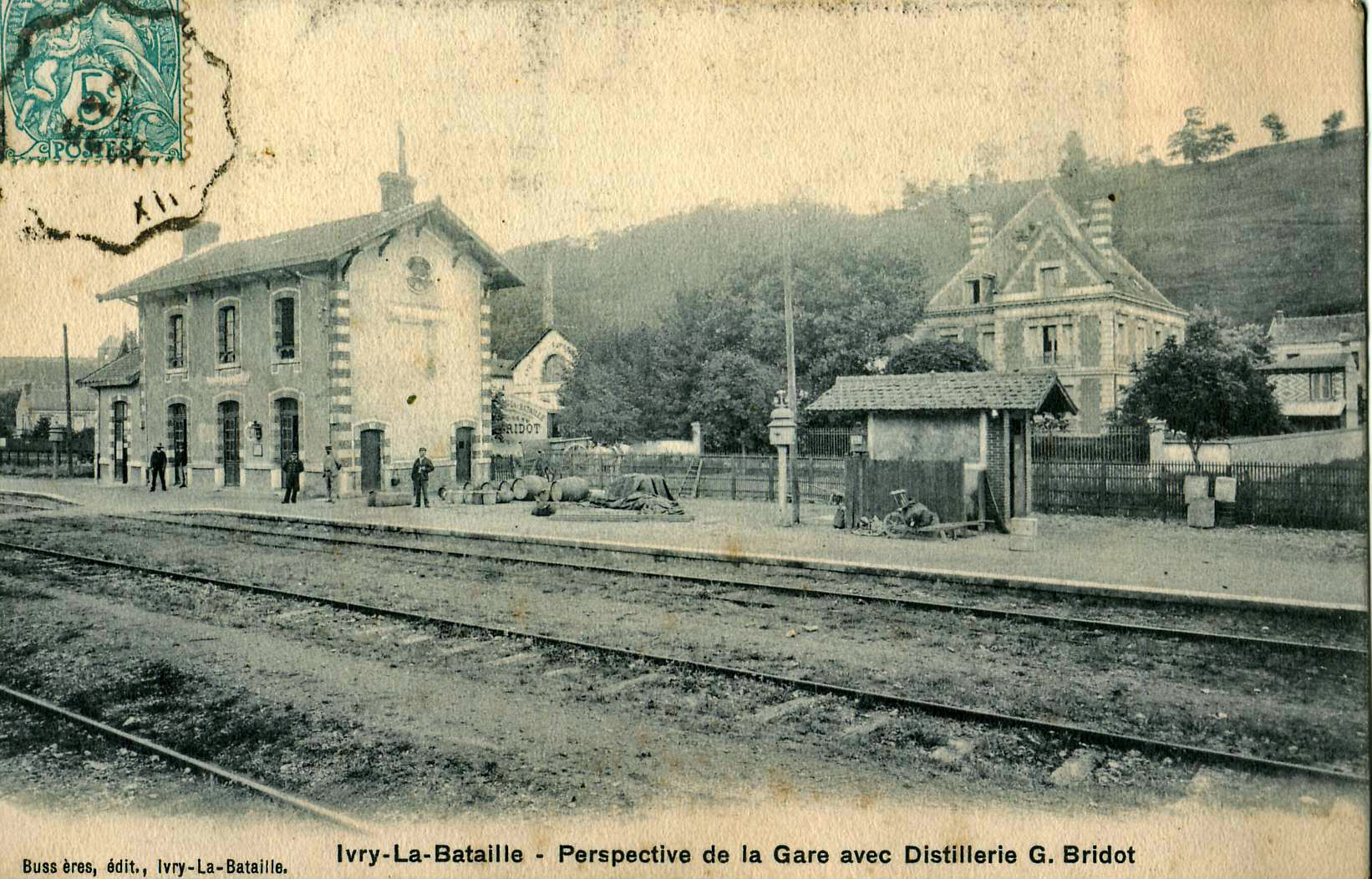
La gare d'Ivry-la-Bataille.

À l'époque gallo-romaine, le bourg se nommait Iberium ou Heriacum.
Au Moyen Âge, le bourg d'Ivry, situé au pied de son château était ceint d'une muraille percée de portes fortifiées. Vers 1839, près de l'église, il n'en subsistait plus que les débris d'une porte flanqué à l'origine de deux tours, construites en appareil irrégulier. De cette période, il reste des celliers creusés dans le calcaire, à la base du promontoire dominant la ville, destinés à abriter des tonneaux de vin, la vigne étant omniprésente à l'époque médiévale. Jean de Wavrin, dans une chronique du XVe siècle, au moment de la reconquête du château en 1424, dit, que les Anglais arrivent « en une belle plaine au-dessus des vignes ».
Dès 1300, les archives font état d'échanges fluviaux entre Ivry et Rouen via l'Eure puis la Seine. Charles VII, au milieu du XVe siècle, ordonne aux baillis d’Évreux et de Chartres de « mettre ladite rivière de Chartres à la Seine, en telle disposition et ordonnances que les vaisseaux et bateaux y pussent passer ». Dans un compte de la baronnie d'Ivry, il est dit que « du 1er octobre 1547 au dernier jour de septembre 1548, il est passé par Ivry 437 bateaux montants et 367 descendants ». De même en avril 1549, on précise qu'a transité par bateau « grande quantité de pierres, bois, fer et plâtres pour les bâtiments de Madame »,.
Le 14 mars 1590, c'est dans les environs d'Ivry que le roi de France Henri IV battit les Ligueurs. Une pyramide érigée en mémoire de cette bataille fut détruite pendant la Révolution française, et rebâtie sous Napoléon Bonaparte : « Le 1er novembre 1802, le premier consul Napoléon Bonaparte se rend sur les lieux de la bataille d'Ivry ».
En 1860 la commune compte 950 habitants, et possède des tanneries et une filature de coton, actionnés par la force motrice des eaux de l'Eure. Le partage de cette dernière, entre bateaux et moulins, nécessite de réguler son débit. Il subsiste, rue de la Porte-à-Bateaux, une vanne qui retenait l'eau afin d'alimenter les moulins et ouverte le passage des bateaux.
L'Eure, voie d'échange, est déclassé en 1869 ; le train arrive à Ivry à partir de 1873. De 1873 à 1969, elle sera desservie par une gare sur la ligne ferroviaire de Saint-Georges-Motel au Grand-Quevilly.
Au XIXe siècle, les halles, situées au centre de la Grand-Rue, aujourd'hui rue Henri-IV, sont supprimées. On construit, près de l'église, le bâtiment de l'Arsenal, qui dès 1898, abrite les pompiers, leurs véhicules et leurs matériels. La distillerie Bridot située près de l'hôtel de ville, reconvertit en salle polyvalente, est fondée à la même époque, comme les bâtiments de l'hôtel de ville.

## Politique et administration

### Liste des maires
| Période                                  | Période   | Identité        | Étiquette | Qualité |
| ---------------------------------------- | --------- | --------------- | --------- | --- |
| Les données manquantes sont à compléter. |           |                 |           | |
| mars 1977                                | juin 1995 | Cécile Schaad   | RPR       | Chef d'entreprise                                                                                              |
| juin 1995                                | mars 2001 | Michel Bricaud  | RPR       | Chef d'entreprise                                                                                              |
| mars 2001                                | mars 2008 | Nelly Bertin    |           | Retraitée |
| mars 2008                                | mai 2020  | Patrick Maisons | DVD       | Agriculteur |
| mai 2020                                 | En cours  | Sylvie Hénaux   | DVD       | Ingénieure centralienne, professeure de mathématiques Conseillère déléguée de la CA du Pays de Dreux (2020 → ) |

### Jumelages
Laudenbach (Allemagne) depuis 1977.

## Population et société

### Démographie
L'évolution du nombre d'habitants est connue à travers les recensements de la population effectués dans la commune depuis 1793. Pour les communes de moins de 10 000 habitants, une enquête de recensement portant sur toute la population est réalisée tous les cinq ans, les populations de référence des années intermédiaires étant quant à elles estimées par interpolation ou extrapolation. Pour la commune, le premier recensement exhaustif entrant dans le cadre du nouveau dispositif a été réalisé en 2004.

En 2022, la commune comptait 2 640 habitants, en évolution de −4,14 % par rapport à 2016 (Eure : −0,25 %, France hors Mayotte : +2,11 %).
| 1793 | 1800 | 1806 | 1821 | 1831 | 1836 | 1841  | 1846  | 1851 |
| ---- | ---- | ---- | ---- | ---- | ---- | ----- | ----- | ---- |
| 800  | 724  | 785  | 750  | 914  | 924  | 1 010 | 1 004 | 870  |

| 1856 | 1861 | 1866  | 1872  | 1876 | 1881  | 1886  | 1891  | 1896  |
| ---- | ---- | ----- | ----- | ---- | ----- | ----- | ----- | ----- |
| 872  | 953  | 1 053 | 1 020 | 991  | 1 127 | 1 161 | 1 105 | 1 032 |

| 1901  | 1906  | 1911  | 1921  | 1926  | 1931  | 1936  | 1946  | 1954  |
| ----- | ----- | ----- | ----- | ----- | ----- | ----- | ----- | ----- |
| 1 034 | 1 136 | 1 203 | 1 300 | 1 369 | 1 374 | 1 244 | 1 295 | 1 272 |

| 1962  | 1968  | 1975  | 1982  | 1990  | 1999  | 2004  | 2006  | 2009  |
| ----- | ----- | ----- | ----- | ----- | ----- | ----- | ----- | ----- |
| 1 699 | 2 183 | 2 335 | 2 065 | 2 563 | 2 639 | 2 653 | 2 681 | 2 565 |

| 2014  | 2019  | 2022  | - | - | - | - | - | - |
| ----- | ----- | ----- | - | - | - | - | - | - |
| 2 720 | 2 665 | 2 640 | - | - | - | - | - | - |

## Culture locale et patrimoine

### Lieux et monuments
- Église Saint-Martin, des XVe et XVIe siècles, inscrite au titre des monuments historiques depuis 1958[32].

Dans l’église, un magnifique vitrail, don de madame veuve Auguste Laval, née Julie Ledoux, belle-sœur de Jacques-Désiré Laval, résume toute la vie du bon Père. Au centre y est représenté le Père, prêchant aux noirs de l’île Maurice et, sur son lit de mort, guérissant Caroline Prosper. De chaque côté, en haut du vitrail, deux images en l’honneur des saints patrons d’Auguste Lavallois Pierre et de sa femme Julie ; plus bas, des paysages de l'île Maurice, la rade de Port-Louis, le Pouce, des champs de canne, le tombeau de l’apôtre, l’ancienne cathédrale et l’église de Pamplemousses.
C’est dans cette même église que le docteur Laval regroupa les fidèles pour y célébrer le mois de Marie, devant une statue de la Vierge qui existe toujours.
- Abbaye bénédictine Notre-Dame (ancienne), du XIe siècle, dont il ne reste que le portail d'entrée, une statue et une arcade romane. Ces vestiges sont classés au titre des monuments historiques depuis 1932[33].
- Château d'Ivry-la-Bataille, forteresse médiévale des Xe et XIIIe siècles, classé au titre des monuments historiques depuis 1990[34]. Fief de la famille d'Ivry.
- Maison dite « d'Henri IV ou de l'Ange », du XVIe siècle, dans le centre du bourg, inscrite au titre des monuments historiques depuis 1932[35]. Une tradition fausse prétend que le souverain y aurait séjourné après la bataille d'Ivry. Le mur gouttereau donnant sur la rue de Garenne, est à pan de bois avec un décor sculpté dont des engoulants (têtes animales monstrueuses) qui encadrent les sablières et des représentations humaines ou animales qui rehaussent les poteaux au niveau de l'encorbellement. On peut également voir au-dessus d'un profil féminin encadré dans un médaillon, Saint Martin.
- Maison « du bailli » : située également rue de Garenne, elle occupe la totalité d'un îlot délimité au nord par la rue des Belles-Femmes, et on peut voir à la base sud du logis une fenêtre à meneau horizontal datable de la fin du XVe ou du début du XVIe siècle[36], et dans un angle une tourelle d'escalier.
- « Grotte du Sabotier » cavité aménagée à mi-pente entre le château et le bourg, qui, à la suite de fouilles récentes ont permis d'affirmer qu'au XVIIIe siècle la grotte avait abrité un culte votif funéraire.

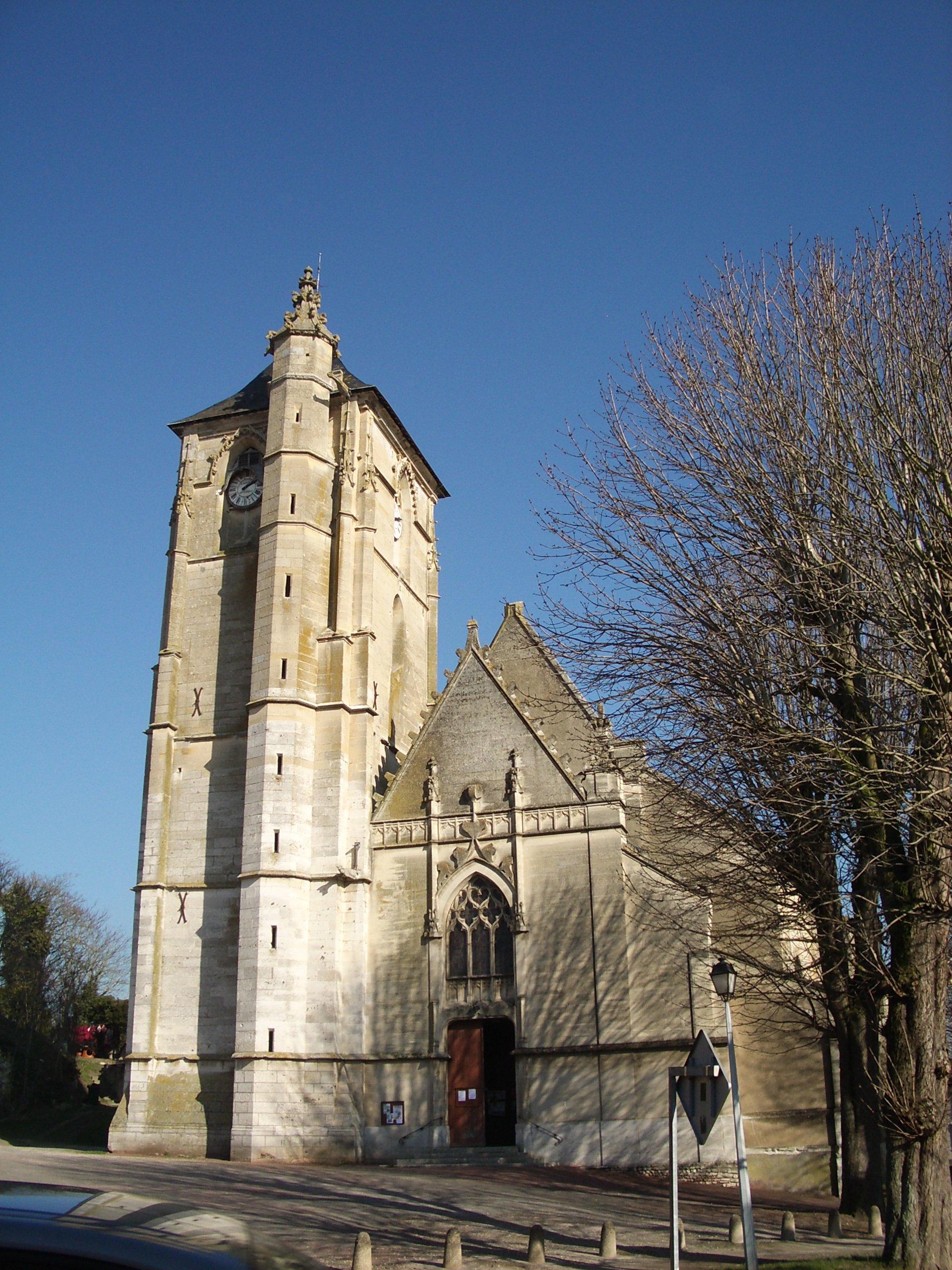
Église Saint Martin.
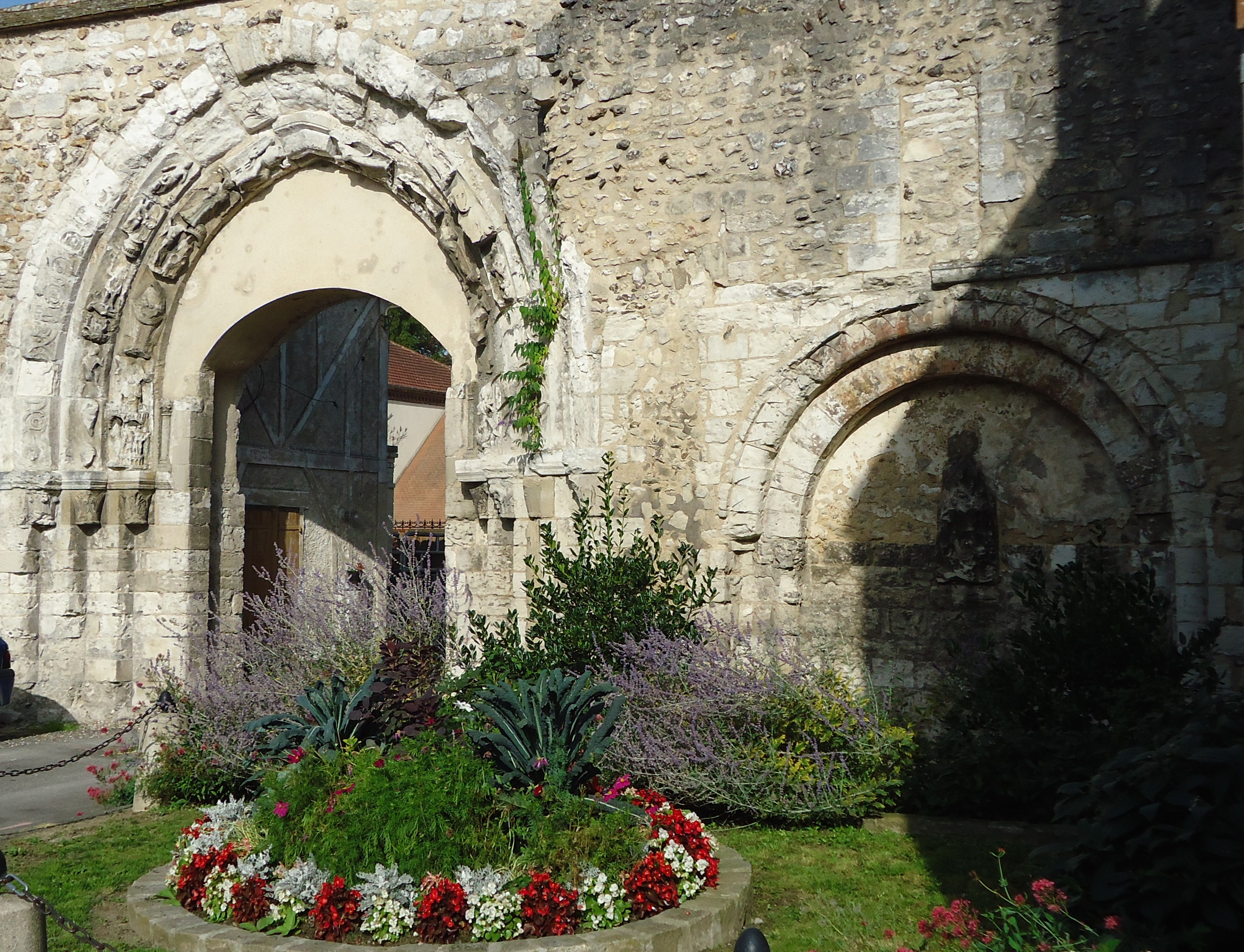
Portail de l'ancienne abbaye.
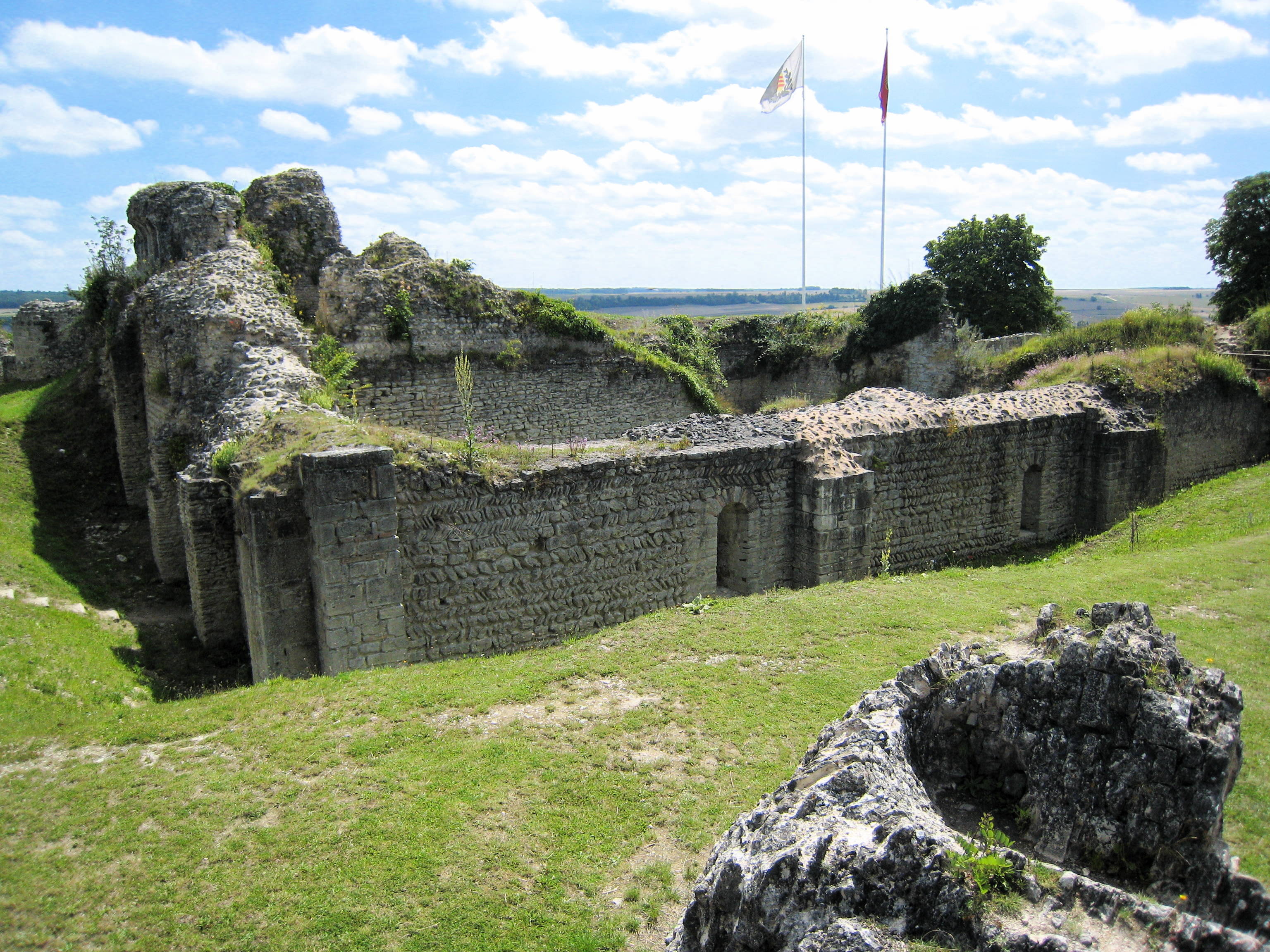
Château.
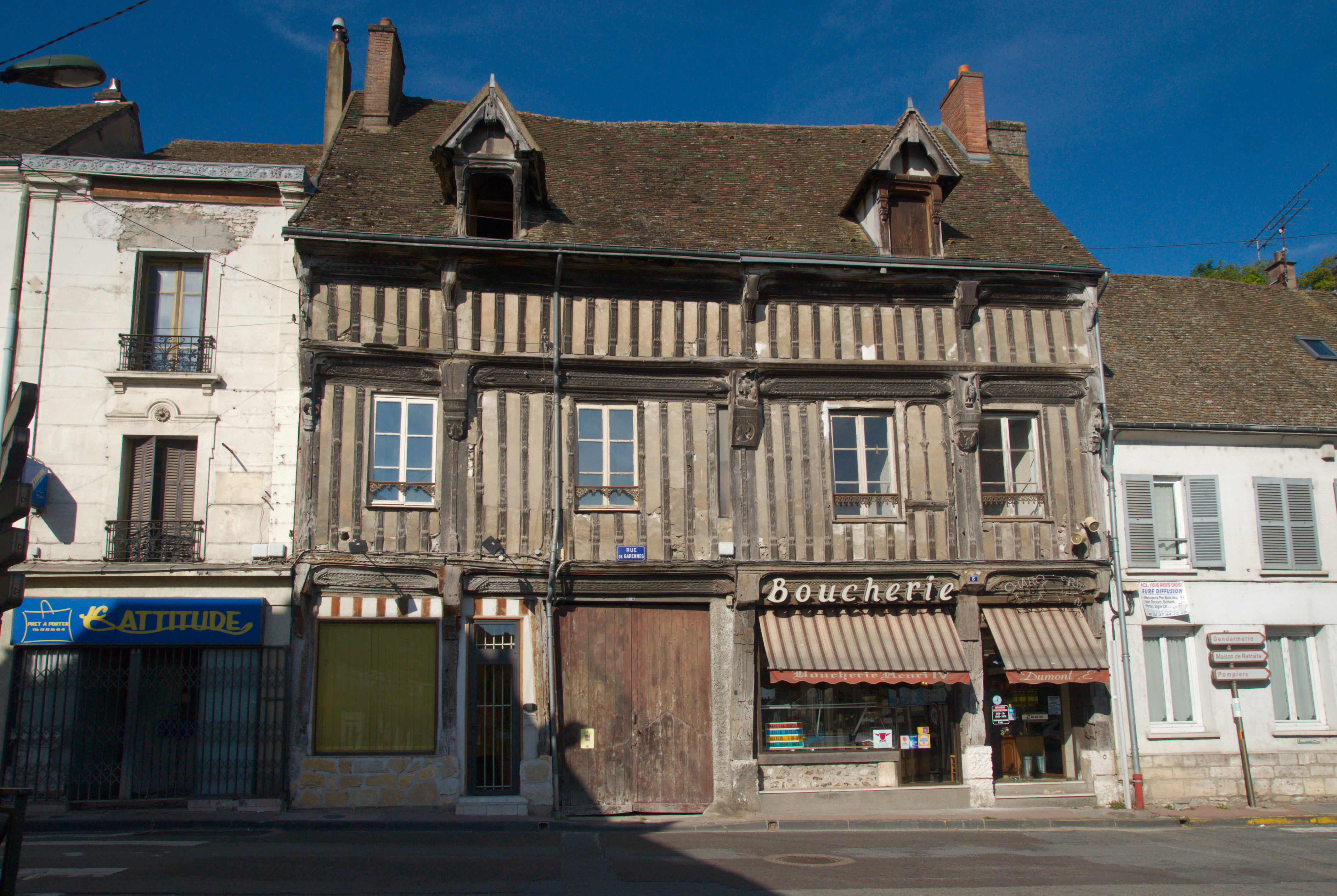
Maison « de l'Ange » ou « d'Henri IV ». Façade sur rue en pans de bois.

### Personnalités liées à la commune
- Jacques-Désiré Laval (1803-1864), s’installa dans cette ville, avec l’accord des trois médecins de la région, et y retrouva la pratique de la foi. Il y passa une année, d’avril 1834 à juin 1835. Sa demeure était l’ancienne gendarmerie, non loin du pont de l’Eure.
- La tombe d’Auguste Laval, né à Croth le 23 août 1805, se trouve dans le cimetière du village.
- François-Joseph Mauduit, auteur d'un ouvrage sur Ivry, sa ville de naissance[37].
- Charles-Henri Brasier (1864-1941), industriel automobile, né dans la commune.
- Raymond Bussières (1907-1982), acteur, né dans la commune.
- Georges Bernard (1883-1957), homme politique, né dans la commune.
- Stefan Wul (pseudonyme de Pierre Pairault), écrivain, était dentiste à Ivry-la-Bataille du début des années 1950 jusqu'à sa retraite à la fin des années 1980.

### Héraldique
| Armes d'Ivry-la-Bataille | Ces armes se blasonnent ainsi : d'or à trois chevrons de gueules |